# Leucoantocianidina reduttasi
La leucoantocianidina reduttasi è un enzima appartenente alla classe delle ossidoreduttasi, che catalizza la seguente reazione:
(2R,3S)-catechina + NADP+ + H2O ⇄ 2,3-trans-3,4-cis-leucocianidina + NADPH + H+
L'enzima catalizza la sintesi della catechina, del catechin-4β-olo (leucocianidina) e dei flavan-3-oli correlati, afzelechina e gallocatechina, che sono monomeri iniziatori della sintesi delle proantocianidine polimeriche o dei tannini condensati nelle piante. Mentre la 2,3-trans-3,4-cis-leucocianidina è il substrato flavan-3,4-diolo preferito, la 2,3-trans-3,4-cis-leucodelfinidina e la 2,3-trans-3,4-cis-leucopelargonidina possono agire anch'esse come substrati, ma la reazione è più lenta. Il NADH può rimpiazzare il NADPH ma viene ossidato più lentamente.